# Antun Mihalović
Antun Mihalović (ur. 17 lipca 1868 w Feričanci, zm. 21 września 1949 w Zagrzebiu) – chorwacki polityk i prawnik, ban Chorwacji w latach 1917–1919.

## Życiorys
Studia prawnicze odbył w Wiedniu i Grazu. Aplikację odbywał w Osijeku. Następnie pracował w Viroviticy i Donjim Miholjacu. W latach 1904–1907 był żupanem żupanii virowitickiej.
W 1913 roku, jako kandydat Koalicji Chorwacko-Serbskiej, uzyskał mandat parlamentarny do parlamentów w Zagrzebiu i Budapeszcie. W 1917 roku został banem Chorwacji. W październiku 1918 roku jego władza została uznana przez Radę Narodową Słoweńców, Chorwatów i Serbów. Z funkcji zrezygnował w styczniu 1919 roku.